# Hans Jürgen Witthöft
Hans Jürgen Witthöft (* 26. Juli 1941 in Celle) ist ein deutscher Journalist und Autor im Bereich Schifffahrt. 
Von 1959 bis 1965 gehörte er der Bundesmarine an. Danach zunächst mit Öffentlichkeitsarbeit befasst, war er von 1979 bis 2005 Chefredakteur der Fachzeitschrift Schiff & Hafen. Er verantwortete den Informationsbrief New Ships und ist Redakteur des Marineforums. Seit 1995 gibt er das Jahrbuch Köhlers Flottenkalender heraus. Er hat zahlreiche Bücher und Zeitschriftenbeiträge über maritime Themen verfasst und veröffentlicht auch im eigenen Verlag ProMar.

## Veröffentlichungen (Auswahl)
- Das Hansa-Bauprogramm. München 1968 (= Wehrwissenschaftliche Berichte, Bd. 6)
- mit Ludwig Dinklage: Die deutsche Handelsflotte 1939 - 1945 unter besonderer Berücksichtigung der Blockadebrecher. 2 Bände, Göttingen 1971 (= Arbeitskreis für Wehrforschung: Studien zur Geschichte des zweiten Weltkrieges, Band 5), ISBN 3-7881-1407-X
- Lexikon zur deutschen Marinegeschichte. 2 Bände, Koehlers Verlagsgesellschaft, Herford 1977 f., ISBN 3-7822-0144-2
- Kurs Levante. Deutsche Linienfahrt ins östliche Mittelmeer. Koehlers Verlagsgesellschaft, Herford 1989, ISBN 3-7822-0454-9
- Norddeutscher Lloyd. Koehlers Verlagsgesellschaft, 3. Auflage Hamburg 1997 (1. Auflage Herford 1973), ISBN 3-7822-0696-7
- Tradition und Fortschritt. 125 Jahre Blohm + Voss. Koehlers Verlagsgesellschaft, Hamburg 2002, ISBN 3-7822-0847-1, englische Parallelausgabe unter dem Titel Tradition and progress. 125 years Blohm + Voss, ISBN 3-7822-0858-7
- Der Alte Elbtunnel. Ein schönes Stück Hamburg. Geschichte und Geschichten. Koehlers Verlagsgesellschaft, Hamburg 2011, ISBN 978-3-7822-1044-7